# Трёхуровневая архитектура

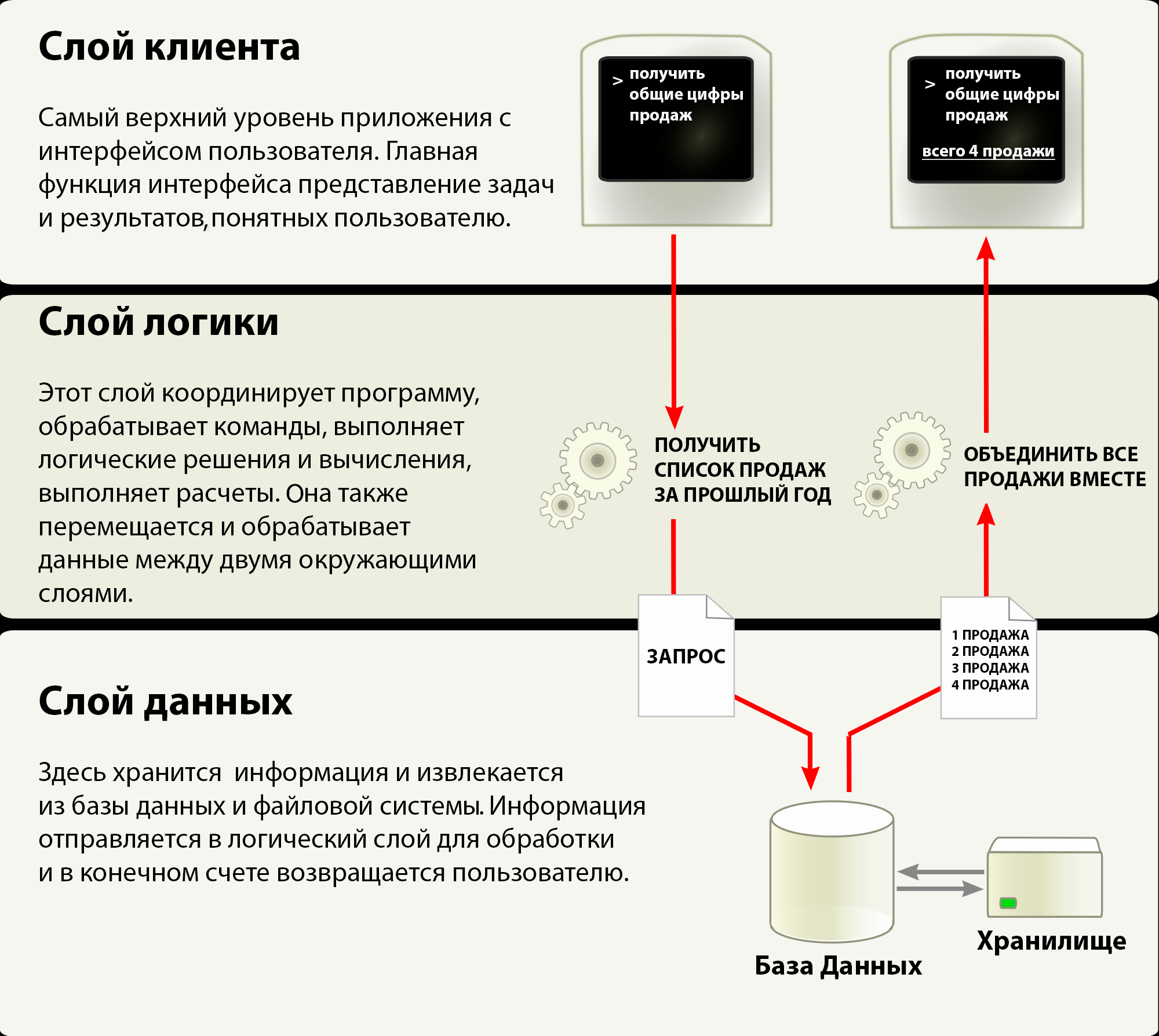
Трехуровневая схема

Трёху́ровневая архитекту́ра (трёхзве́нная архитекту́ра, англ. three-tier) — архитектурная модель программного комплекса, предполагающая наличие в нём трёх типов компонентов (уровней, звеньев): клиентских приложений (с которыми работают пользователи), серверов приложений (с которыми работают клиентские приложения) и серверов баз данных (с которыми работают серверы приложений).

## Компоненты
Клиент (слой клиента) — это компонент комплекса(обычно графический), предоставляемый конечному пользователю. Этот уровень не должен иметь прямых связей с базой данных (по требованиям безопасности и масштабируемости), быть нагруженным основной бизнес-логикой (по требованиям масштабируемости) и хранить состояние приложения (по требованиям надёжности). На этот уровень обычно выносится только простейшая бизнес-логика: интерфейс авторизации, алгоритмы шифрования, проверка вводимых значений на допустимость и соответствие формату, несложные операции с данными (сортировка, группировка, подсчёт значений), уже загруженными на терминал.
Сервер приложений (средний слой, связующий слой) располагается на втором уровне, на нём сосредоточена бо́льшая часть бизнес-логики. Вне его остаются только фрагменты, экспортируемые клиенту (терминалу), а также элементы логики, погруженные в базу данных (хранимые процедуры и триггеры). Реализация данного компонента обеспечивается     связующим программным обеспечением. Серверы приложений проектируются таким образом, чтобы добавление к ним дополнительных экземпляров обеспечивало горизонтальное масштабирование производительности программного комплекса и не требовало внесения изменений в программный код приложения.
Сервер баз данных (слой данных) обеспечивает хранение данных и выносится на отдельный уровень, реализуется, как правило, средствами систем управления базами данных, подключение к этому компоненту обеспечивается только с уровня сервера приложений.
В простейших конфигурациях все компоненты или часть из них могут быть совмещены на одном вычислительном узле. В продуктивных конфигурациях, как правило, используется выделенный вычислительный узел для сервера баз данных или кластер серверов баз данных, для серверов приложений — выделенная группа вычислительных узлов, к которым непосредственно подключаются клиенты (терминалы).

## Сравнение
По сравнению с двухзвенной клиент-серверной архитектурой  или файл-серверной архитектурой трёхуровневая архитектура обеспечивает, как правило, бо́льшую масштабируемость (за счёт горизонтальной масштабируемости сервера приложений и мультиплексирования соединений), бо́льшую конфигурируемость (за счёт изолированности уровней друг от друга). Реализация приложений, доступных из веб-браузера или из тонкого клиента, как правило, подразумевает развёртывание программного комплекса в трёхуровневой архитектуре. При этом обычно разработка трёхзвенных программных комплексов сложнее, чем для двухзвенных, также наличие дополнительного связующего программного обеспечения может налагать дополнительные издержки в администрировании таких комплексов.